# Кайбуллаєв Шевкет Енверович
Шевкет Кайбуллаєв (крим. Şevket Kaybullayev, * 27 вересня 1954, Ташкент, Узбецька РСР, СРСР) — український кримськотатарський політик, журналіст і громадський діяч. Депутат Верховної Ради Автономної Республіки Крим 5-го скликання. Член Меджлісу кримськотатарського народу. Головний редактор республіканської газети «Авдет».

## Біографія
Народився 27 вересня 1954 року в Ташкенті (Узбекистан). 
Після служби в армії в 1973–1975 роках поступив на навчання в навчальному комбінаті складної побутової техніки (Ташкент). 
З 1976 року працював слюсарем спершу на Ташкентському ремонтно-побутовому комбінаті, згодом в Центральному конструкторському проектно-технічному бюро (1977–1978, Ташкент), також в Ташкентському університеті (1979–1984), в Інституті хімії та рослинних речовин (1985–1988, Ташкент). 1985 року закінчив Ташкентський державний університет за фахом «історія».
З 1990 року мешкає в Сімферополі . Працював електрослюсарем фірми «Ант» (з 1995 р.). У 1989–1996 роках був відповідальним секретарем, завідувачем міжнародним відділом Центральної Ради Організації кримськотатарського національного руху. У 1991–1996 роках очолював Сімферопольський регіональний Меджліс. З 1992 року — голова Товариства дослідників історії та культури кримських татар.
Головний редактор історико-етнографічного журналу «К'асевет». З 1999 р. — керівник управління зв'язків з громадськістю, організаціями та засобами масової інформації — Меджлісу кримськотатарського народу (з 2006 року — управління з інформаційної політики і зв'язків з громадськими організаціями.).
Водночас з 2005 року обіймає посаду головного редактора газети «Авдет».
З 2006 року — депутат Верховної Ради Автономної Республіки Крим п'ятого скликання (обраний від Кримської крайової організації Народного руху України), є безпартійним, секретар депутатської фракції Верховної Ради Автономної Республіки Крим «Курултай -Рух».